# فرانسه در المپیک تابستانی ۱۹۶۰
فرانسه در بازی‌های المپیک تابستانی ۱۹۶۰ که در شهر رم ایتالیا برگزار شد، کاروان فرانسه با ۲۳۸ ورزشکار در این رقابت‌ها شرکت کرد و موفق به کسب ۵ مدال (۰ طلا، ۲ نقره، ۳ برنز) شد. در جدول رتبه‌بندی توزیع مدال‌ها، فرانسه در ردهٔ ۲۵ مسابقات قرار گرفت.